# Triasargus ancoratus
Triasargus ancoratus är en insektsart som beskrevs av Vladimir Sergeevich Novikov och Anufriev. Triasargus ancoratus ingår i släktet Triasargus och familjen dvärgstritar. Inga underarter finns listade i Catalogue of Life.